# 郑群
郑群（1921年—2021年），男，广东五华人，中华人民共和国政治人物，曾任中共广东省委统战部部长，广东省政协副主席，第六届全国政协委员。

## 生平
2021年1月5日13时35分在广州逝世，享年100岁。